# Genom rdzeniowy
Genom rdzeniowy (ang. core genome) – zbiór genów obecny we wszystkich genomach danej grupy organizmów. Jest jedną z części składowych pan-genomu oraz jest najczęściej używany w analizach filogenetycznych bakterii. Geny zaliczane do genomu rdzeniowego danego taksonu zazwyczaj biorą udział w utrzymywaniu homeostazy, uczestnicząc między innymi w replikacji DNA czy translacji.